# Sofiproteol
Sofiproteol (Société Financière de la Filière des Oléagineux et Protéagineux) este unul dintre cei mai mari producători de biodiesel din Franța.
Compania are peste 6.000 de angajați și afaceri de 5,5 miliarde de euro.
În octombrie 2010, Sofiproteol a cumpărat în cadrul unei tranzacții de circa 80 de milioane de euro afacerea Expur Urziceni, controlată de grupul elvețian Alimenta.